# Olíbrio (cônsul em 491)
Flávio Anício Olíbrio Júnior (em latim: Flavius Anicius Olybrius Iunior), melhor conhecido somente como Olíbrio, foi um nobre bizantino do final do século VI, ativo durante o reinado dos imperadores Zenão e Anastácio I (r. 491–518).

## Vida
Olíbrio era filho de Areobindo, mestre dos soldados de 503 a 504 e cônsul em 506, e Anícia Juliana, a filha do imperador romano ocidental Olíbrio (r. 472) e de Placídia, que por sua vez era filha do imperador romano ocidental Valentiniano III (r. 425–455). Nasceu após 478, pois nesta data sua mãe ainda não havia casado. Em 491, quando ainda era criança, foi nomeado como cônsul sem colega. Olíbrio casou-se com Irene, a filha de Magna, e teve com ela uma filha chamada Proba.[a] Se sabe que ainda teve outra filha, mas seu nome é incerto. Em 533, foi reconvocado do exílio pelo imperador Justiniano (r. 527–565) e teve sua propriedade restaurada. A razão do exílio é incerta, mas é capaz que ocorreu por sua ligação com Hipácio e Probo na Revolta de Nica de 532. João Malalas, ao relatar o episódio, estilizou Olímpio como patrício.